# 나이트 코트
《나이트 코트》(영어: Night Court)는 1984년부터 1992년까지 방영된 미국의 시트콤이다.